# Districtul Roche Caiman
Roche Caiman este un district  în Seychelles, situat pe insula Mahé.